# François Saussus
François Saussus (Saint-Mard, 8 november 1959) was een Belgisch volksvertegenwoordiger.

## Levensloop
Saussus werd maatschappelijk assistent en was werkzaam in een bouwbedrijf.
In 1995 werd hij lid van de Kamer van volksvertegenwoordigers voor Ecolo, in vervanging van de ontslagnemende Henri Simons. Hij vervulde dit mandaat slechts tot 12 april 1995. Vanuit zijn mandaat kwam hij eveneens kortstondig in de Raad van de Franse Gemeenschap terecht.
Ook was hij van 2001 tot 2002 gemeenteraadslid en OCMW-voorzitter van Perwijs.